# Заря (Дубровский район)
Заря́ — посёлок в Ду́бровском районе Брянской области, в составе Дубровского городского поселения. Расположен в 2 км к юго-западу от села Давыдчи. Население — 22 жителя (2010).
Возник в 1920-е годы; первоначальное название — Красная Заря. До 2005 года входил в Давыдченский сельсовет.
| Годы      | 1926 | 1979 | 1989 | 2002 | 2010 |
| --------- | ---- | ---- | ---- | ---- | ---- |
| Население | 63   | 50   | 33   | 29   | 22   |